# Lîpivți, Peremîșleanî
Lîpivți (în ucraineană Липівці) este localitatea de reședință a comunei Lîpivți din raionul Peremîșleanî, regiunea Liov, Ucraina.

## Demografie
Componența lingvistică a localității Lîpivți
     Ucraineană (100%)
Conform recensământului din 2001, toată populația localității Lîpivți era vorbitoare de ucraineană (100%).